# Lovex
Lovex este o formație de heavy metal din Tampere, Finlanda. Membrii ei sunt Theon (voce), Sin'Amor (chitară), Sammy Black (chitară), Christian (clape), Julian Drain (tobe) și Jason (chitară bas). Toți membrii formației au pseudonime și nu-și folosesc numele lor real.

## Istorie
Formația a fost înființată în 2001-2002, când câțiva din membrii formației, care au cântat înainte pentru alte formații, au decis să formeze formația lor rock și să se distreze.
Din 2004 ei au scris și înregistrat multe piese și au semnat un contract. În august 2005, primul lor hit "Bleeding" a fost realizat. Al doilea single a fost "Guardian Angel", care a fost realizat în ianuarie 2006 și a devenit un hit mare în Finlanda. Divine Insanity, primul album al formației a fost de asemenea realizat în martie 2006. În Germania, Elveția și Austria, single-ul "Guardian Angel" a fost realizat la 5 ianuarie 2007, iar albumul la 16 februarie 2007. Albumul va fi realizat în țările Europei în primăvară. Lovex a încercat să participe la Eurovision 2007 cu piesa Anyone, Anymore dar la finala Eurovision din Finlanda s-au clasat pe poziția a treia după Thunderstone și Hanna Pakarinen.

## Discografie

### Single-uri
Finlanda:
Bleeding (10.8.2005), conține piesa Yours care nu e pe album
Guardian Angel (1.2.2006), conține piesa Heart of Stone care nu e pe album (demo 2004), Guardian Angel (altă versiune) and Guardian Angel - video 
Remorse (9.8.2006), conține piesa Shout care nu e pe album
Die A Little More (9.8.2006) 
Bullet For The Pain (single promo, nu e pe album) 
Anyone, Anymore (21.2.2007), conține piesa Wild And Violent care nu e pe album
Restul Europei:
Guardian Angel (5.1.2007) în Germania, Elveția și Austria, conținând piesele Divine Insanity, Yours și Bullet For The Pain (live) care nu sunt pe album.
Anyone, Anymore (11.5.2007) în Germania, Elveția și Austria.

### Albume
Finlanda:
Divine Insanity (1.3.2006) 
Divine Insanity - Ediția specială (8.11.2006), conține un CD extra, care conține piesele Shout, Heart of Stone (demo 2004), Guardian Angel (demo 2004), Yours, Runaway (live (preluare Bon Jovi)), Die A Little More (live) și Bullet For The Pain (live) și videoclipurile Guardian Angel și Bullet For The Pain 
Divine Insanity - versiunea internațională (21.2.2007), conține piesele Anyone, Anymore, Shout and Yours
Restul Europei:
Divine Insanity - Versiunea internațională (16.2.2007) în Germania, Elveția și Austria, va fi realizat în toată Europa în primăvară.

### Videoclipuri
Finland:
Guardian Angel (2005) Director Tuomas "Stobe" Harju 
Bullet for the Pain (2006) Director Jan-Niclas Jansson 
Anyone, Anymore (2007)  Director Tuomas "Stobe" Harju
Restul Europei:
Guardian Angel (2007) în Germania, Elveția și Austria, Director Tuomas "Stobe" Harju 
Anyone, Anymore (2007) în Germania, Elveția și Austria, Director Tuomas "Stobe" Harju